# NGC 3896
NGC 3896 ist eine linsenförmige Galaxie vom Hubble-Typ SB0-a im Sternbild Großer Bär am Nordsternhimmel. Sie ist schätzungsweise 44 Millionen Lichtjahre von der Milchstraße entfernt und hat einen Durchmesser von etwa 20.000 Lichtjahren. Gemeinsam mit NGC 3893 bildet sie ein wechselwirkendes Galaxienpaar mit einem Abstand von rund 60.000 Lj. Eine leuchtschwache Materiebrücke aus kaltem Wasserstoffgas wurde zwischen ihnen nachgewiesen. Beide gehören dem Ursa-Major-Galaxienhaufen an.
Im selben Himmelsareal befinden sich u. a. die Galaxien NGC 3906, NGC 3928, NGC 3932, IC 731.
Das Objekt wurde am 9. März 1788 von Wilhelm Herschel entdeckt.